# Durame

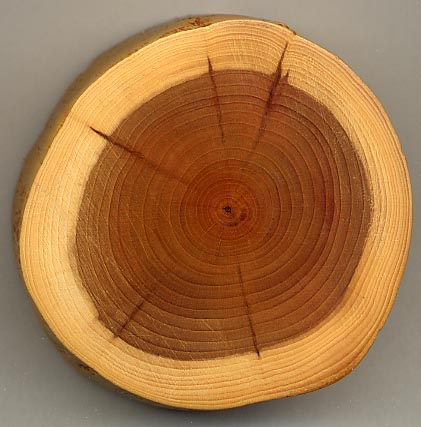
Parte esterna (chiara): alburno Parte interna (scura): durame

Il durame è la porzione centrale non più vitale del legno del fusto della pianta (non conduce più la linfa), circonda il midollo e si estende fino all'alburno, la sua funzione è di sostegno alla pianta.
Il durame è dato da una trasformazione delle cellule dell’alburno detta duramificazione, processo specie-dipendente condizionato dallo stadio e dal contesto di crescita della pianta.
In alcuni casi la distinzione tra durame e alburno è resa facile grazie alla marcata differenza di colore; sulle pareti delle cellule morte del durame ci sono infatti delle sostanze estrattive conservanti e antisettiche come i tannini, che possono scurire il legno.

## Duramificazione
La duramificazione è il processo di modificazione delle cellule di alburno in cellule di durame a partire dalla zona intorno al midollo verso l’esterno del fusto.
Come l’alburno il durame accresce periodicamente, nuovi livelli di cellule viventi e funzionali sono convertite progressivamente in durame.

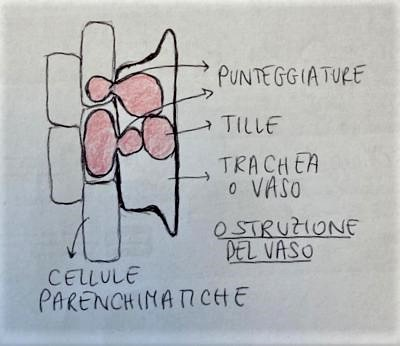
Tille (latifoglie)

Il passaggio a durame si manifesta attraverso la perdita della funzione di conduzione dei vasi e la deposizione di estrattivi da parte delle cellule parenchimatiche che vanno poi incontro a necrosi. Gli estrattivi sono prodotti dalle cellule parenchimatiche nella zona di transizione tra alburno e durame e sono trasferiti nelle cellule adiacenti attraverso le punteggiature. Nelle latifoglie i vasi vengono ostruiti da tille (si tratta di estroflessioni della parete cellulare nelle cellule parenchimatiche adiacenti ai vasi) che vengono aspirate dai vasi.
La formazione del durame è un processo regolatorio che serve a mantenere la quantità di alburno ad un livello ottimale. La trasformazione è indicativa di una variazione e non di un deterioramento delle funzioni cellulari, perciò la morte delle cellule parenchimatiche è il risultato della duramificazione e non la sua causa.

### Motivi della duramificazione
Ad un certo punto della vita della pianta, gli anelli più interni del fusto perdono la loro efficienza nella conduzione, le cause di questo processo non sono ancora accertate ed esistono teorie spesso contrastanti. Sicuramente si tratta di un fenomeno associato all’accrescimento e all’invecchiamento naturale della pianta. Le cellule vive dell’alburno, infatti, sono un “costo” in termini energetici per la pianta per il loro mantenimento.
Una parte delle opinioni crede che sia per questo motivo che vengono trasformate in durame e cioè rese inattive. Altre teorie sostengono che nel tempo la formazione di embolie provochi la perdita di funzionalità dell’alburno e la conseguente formazione di durame. Si rende necessario per la pianta creare nuovo legno efficiente nella conduzione e cioè formare nuovi anelli di accrescimento.
Inoltre il processo di duramificazione serve a rendere il legno vecchio il più durabile possibile mediante la deposizione di estrattivi.

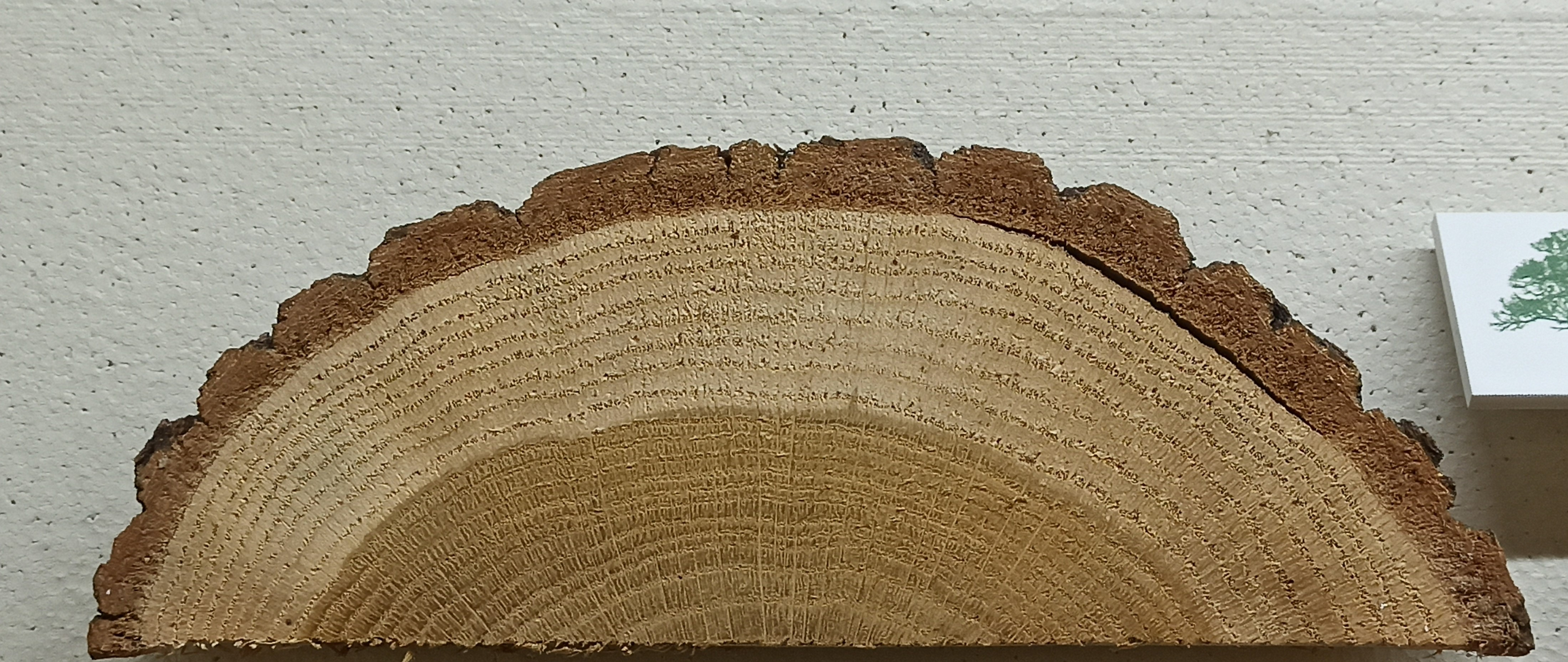
Durame differenziato - Farnia (quercia)

## Colorazioni durame
Il durame può essere di tre tipologie: differenziato, indifferenziato o facoltativo.
Il durame differenziato si distingue obbligatoriamente dall’alburno per il suo colore più scuro, dovuto all’incrostazione di estrattivi duramificanti all’interno delle pareti cellulari. Questo tipo di durame è anche utile per riconoscere specie arboree come il larice, la douglasia, il cipresso, il castagno, la robinia.

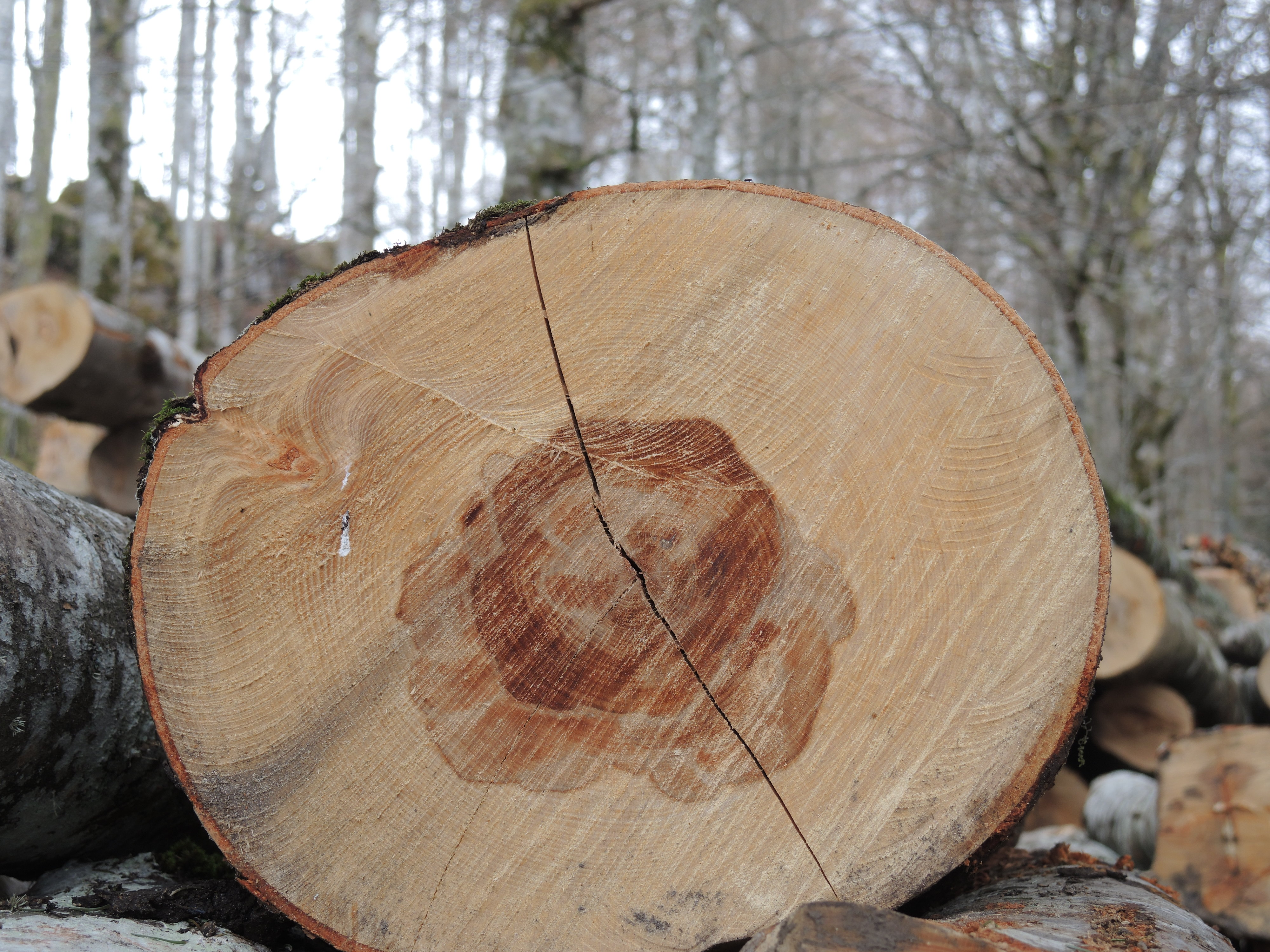
Falso durame: cuore rosso del faggio

Le specie a durame indifferenziato invece, pur essendo anatomicamente provviste di entrambi i tipi di legno, non permettono la loro distinzione a occhio nudo, alburno e durame sono infatti indistinguibili in specie come l'abete, il frassino, l’acero.
La terza tipologia è particolare, infatti le specie coinvolte non sempre presentano in modo evidente il durame che, quando visibile, prende il nome di falso durame. Questo non ha le stesse caratteristiche meccaniche di un durame vero e proprio, ha infatti minore resistenza meccanica e durabilità; gli estrattivi duramificanti sono infatti apposti sopra le pareti delle cellule e non più incrostate al loro interno. Il falso durame è detto così perché non si presenta in forma circolare come quello differenziato ma è irregolare. Alcuni esempi sono il cuore rosso del faggio, il cuore nero del frassino e il cuore bruno del pioppo.
Occasionalmente ci può essere la presenza di intrusioni di alburno nel durame, questa particolare presenza di una porzione di tessuto nell’altro viene definita lunatura.

## Confronto con l'alburno
Il durame circonda il midollo e si estende fino all'alburno, invece l'alburno si trova nella zona esterna del tronco.
L'alburno, quando l'albero è in piedi, contiene cellule viventi (solo il 10% delle cellule è vivo ed è costituito dalle cellule del parenchima radiale e assiale), mentre nel durame le cellule parenchimatiche muoiono a seguito della duramificazione.
L'alburno ha funzioni fisiologiche di trasporto di acqua e soluti dalle radici verso la chioma (linfa grezza), di conservazione delle sostanze di riserva (zuccheri e amido) e una parziale funzione di sostegno.
Il durame, invece, perde le funzioni fisiologiche limitandosi alla funzione di sostegno.
I due legni hanno inoltre caratteristiche fisiche diverse. Il durame rispetto all'alburno ha (a parità di umidità):
- maggior resistenza alla decomposizione[1]
- massa volumica leggermente superiore
- minore permeabilità
- maggiore durabilità nei confronti di funghi e insetti (l'alburno è più suscettibile in quanto ricco di sostanze zuccherine di riserva)

Inoltre possono avere diversità cromatica (nelle specie a durame differenziato).

## La lavorazione del durame
Il durame è, tendenzialmente, più difficile da lavorare rispetto all’alburno a causa della presenza di estrattivi (come resina, oli e tannini) che ritardano la perdita o l’acquisizione di acqua o sostanze conservanti.  Le differenze nell’efficacia di lavorazione del durame sono osservabili anche tra specie e specie.
L’alburno essendo più facilmente penetrabile dai liquidi, riesce a perderli anche più velocemente del durame; questo, infatti, allo stato fresco ha un’umidità inferiore all'alburno e quindi subirà un minor ritiro in fase di essiccatura e stagionatura.
Il contrasto tra il colore scuro del durame e quello chiaro dell’alburno può essere attenuato dal processo di vaporizzazione. Tale processo può essere utile anche per uniformare il colore del durame stesso.